# Júlio Coelho
Júlio Manuel Pires Coelho, noto semplicemente come Júlio Coelho (Paços de Ferreira, 18 luglio 1984), è un calciatore portoghese, portiere del São Martinho.